# Chungcheong
Chungcheong (Chungcheong-do) – jedną z ośmiu historycznych prowincji Korei okresu dynastii Joseon, położona w południowo-zachodniej części kraju. Stolicą prowincji było Gongju, które było wcześniej stolicą królestwa Baekje od 475 do 538 roku.

## Historia
Prowincja Chungcheong utworzona została w 1356 roku podczas panowania dynastii Goryeo z południowej części dawnej prowincji Yanggwang. Nazwa pochodzi od nazw głównych miast Chungju (충주; 忠州) i Cheongju (청주; 淸州).
W 1895 roku prowincja została zastąpiona przez dystrykty Chungju (Ch'ungju-bu, 충주부, 忠州府) na wschodzie, Gongju (Gongju-bu, 공주부, 公州府) w środkowej części i Hongju (Hongju-bu; 홍주부; 洪州府; dzisiejszy powiat Hongseong) na zachodzie.
W 1896 roku Chungju i wschodnia część dystrykty Gongju zostały połączone w prowincję Chungcheong Północny a Hongju i zachodnia część dystryktu Gongju w Chungcheong Południowy. Obie te prowincje są dziś częścią Korei Południowej.

## Geografia
Od północy prowincja graniczyła z Gyeonggi, od wschodu z Gangwon i Gyeongsang, od południa z Jeolla a zachodnią granicę wyznaczało Morze Żółte. Region jest górzysty na zachodzie (Północna prowincja) a bardziej płaski i z mniejszymi wysokościami na zachodzie (Południowa prowincja).
Regionalną nazwą dla Chungcheong było Hoseo. Nazwa ta nie jest już w użyciu.
Poza miastami Chungju, Cheongju i Gongju inne duże miasta regionu Chungcheong to Daejeon, Janghang i Cheonan.

## Transport i komunikacja
Już od dawnych czasów cały transport i wszystkie szlaki komunikacyjne pomiędzy Seulem a południowym Honam (Jeolla) i Yeongnam (Gyeongsang) przechodziły przez region Chungcheong. Dzisiejszy Daejeon, największe miasto regionu jest głównym węzłem komunikacyjnym (kolejowym i drogowym).